# Thomas Palme
Thomas Olof Valdemar Palme, född 28 maj 1944, är en svensk diplomat. Han är son till historikern Sven Ulric Palme och hans hustru Barbro, född von Vegesack, och bror till professorn i datavetenskap Jacob Palme och journalisten och författaren Christian Palme. Han är gift med TV-producenten och konstnären Annamaria Palme.

## Studier och karriär
Under gymnasietiden var Thomas Palme 1960–1963 ledamot av det styrande arbetsutskottet för Sveriges Elevers Centralorganisation (SECO). Han studerade vid Handelshögskolan i Stockholm och blev civilekonom 1967. Hans trebetygsuppsats i förvaltningsekonomi, "Riksdagsmännens attityd till resursfördelningen", publicerades i Statsvetenskaplig Tidskrift.
År 1967 antogs han till Utrikesdepartementets utbildning för internationell verksamhet och 1969 anställdes han på departementet. Tre omständigheter motiverar att Gunnar Åselius i sin bok Vietnamkriget och de svenska diplomaterna betecknar honom som en av de unga diplomater som under åren 1968–1973 sökte radikalisera svensk utrikespolitik. För det första arbetade Palme under utbildningen en tid med förberedelserna för Sveriges bistånd till Nordvietnam, för det andra  verkade han, i samråd med Sveriges Socialdemokratiska Ungdomsförbund, för en breddning av departementets antagningssystem. För det tredje tjänstgjorde han 1969–1971 vid ambassaden i Guatemala, där ambassadör Harald Edelstam var chef, och omtalas i två böcker om den senare. Ambassaden var mycket kritisk till landets militärt dominerade regering och visade sympati för landets oppositionella gerillarörelse.
Efter placering vid ambassaden i New Delhi åren 1971–1973 arbetade han 1973–1980 som handläggare av internationellt miljösamarbete först i Utrikesdepartementet och sedan i Jordbruksdepartementet, som då var ansvarigt för miljöfrågor. Under denna tid ingick han bland annat i de svenska delegationerna till möten med FN:s miljöstyrelse och var ett år styrelsens generalrapportör. Han var vidare rapportör i den arbetsgrupp om resurssnål teknik, som inom FN:s ekonomiska kommission för Europa (ECE) förberedde organisationens miljöministermöte 1979.
Åren 1981–1986 tjänstgjorde han vid ambassaden i Budapest som förste ambassadsekreterare och senare ambassadråd med inriktning på ekonomi, kultur och kontakt med dissidentrörelsen. Därefter återgick han till det internationella miljösamarbetet med placering på Utrikesdepartementet. Han spelade en viktig roll vid de svenska förberedelserna för och deltagandet i FN:s konferens för miljö och utveckling i Rio de Janeiro 1992. Han utarbetade den officiella svenska rapporten från konferensen och författade en skrift om konferensen ur utrikespolitisk synvinkel.
Palme var 1993–1998 svensk ambassadör i Dar es Salaam. Ambassaden främsta inriktning var att främja biståndssamarbetet mellan Sverige och Tanzania. Åren 1998–2004 ansvarade han inom Utrikesdepartementet för samarbetet inom Östersjöstaternas råd (CBSS) och var medlem i dess ämbetsmannakommitté. I en bok om ett av rådets program, karakteriseras Thomas Palme på följande sätt: in his modest but nevertheless impressive personality he became the grey eminence in the Baltic Sea cooperation.
Efter sin pensionering har han systematiskt ordnat sina föräldrars efterlämnade papper i det Palmeska släktarkivet som förvaras på Stockholms stadsarkiv. Arkivläggningen av det omfattande material som fadern, historieprofessorn Sven Ulric Palme, lämnade efter sig har han presenterat i Historisk tidskrift.
De efterlämnade pappren innehöll  mer än 1300 brev mellan föräldrarna. På grundval av breven från 1937–1940 har Thomas Palme utarbetat boken Älskade Struntflicka som utkom 2013.
Thomas Palme bodde alltså i Ungern i fem år; hans hustru Annamaria är född i Ungern och familjen har ett sommarhus i landet. Hans nära relation med landet ledde till författandet av boken Historien om Ungern] (2017), som skildrar den ungerska historien med inriktning på hur den har påverkat politiken under Ungerns egensinniga premiärminister från 2010, Viktor Orbán.